# ブリスベン・クリケット・グラウンド
ブリスベン・クリケット・グラウンド（英: Brisbane Cricket Ground）は、オーストラリアのブリスベンにあるスタジアム。ジ・ガッバ（英: The Gabba）の愛称で知られる。2032年ブリスベンオリンピックのオリンピック・スタジアム（メインスタジアム）として使用される予定。収容人数42,000。

## 概要
1895年に完成。1931年に同地で初めてのクリケットのテストマッチ対南アフリカ戦が行われ、2000年シドニーオリンピックのサッカー競技予選会場のひとつとして使用された。2020年にはAFLグランドファイナルが開催された。
現在はクリケットのクイーンズランド・ブルズとAFLのブリスベン・ライオンズの本拠地である。